# Dži Pengfej
Dži Pengfej (poenostavljena kitajščina: 姬鹏飞; tradicionalna kitajščina: 姬鵬飛; pinjin: Jī Péngfēi), kitajski politik, * 2. februar 1910, Linji, Šanši, Dinastija Čing, † 10. februar 2000, Peking, Ljudska republika Kitajska.
Dži Pengfej je bil minister za zunanje zadeve Ljudske republike Kitajske med letoma 1972 in 1974.